# وراپا، بوتسوانا

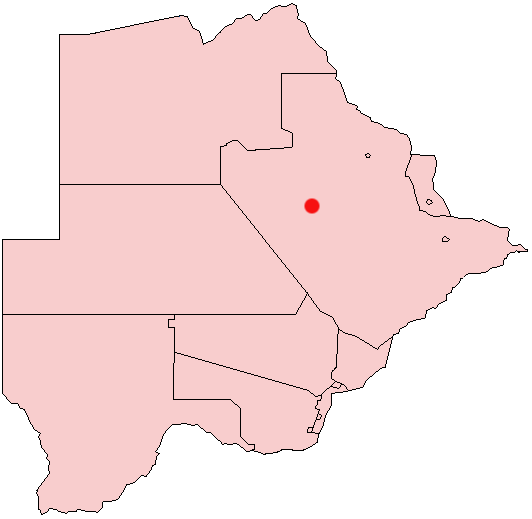
تناسب وارپا در بوتسوانا

وراپا (به انگلیسی: Orapa) شهری در ناحیهٔ مرکزی کشور بوتسوانا است که در سال ۲۰۰۰ میلادی ۹٬۱۵۱ نفر جمعیت داشته که از این تعداد، ۴٬۸۳۷ نفر مرد و ۴٬۳۱۴ نفر زن بوده‌اند.